# Riding High
Riding High is een Amerikaanse filmkomedie uit 1950 onder regie van Frank Capra. De film werd destijds in Nederland uitgebracht onder de titel Het beste paard van stal.

## Verhaal
Dan Brooks is een middelmatige ruiter. Hij presteert slecht en valt ook dikwijls tijdens de paardenrennen. Op de dag van de grote finale besluit hij dat hij samen met zijn paard geschiedenis zal schrijven.

## Rolverdeling
| Acteur           | Personage           |
| ---------------- | ------------------- |
| Bing Crosby      | Dan Brooks          |
| Coleen Gray      | Alice Higgins       |
| Charles Bickford | J.L. Higgins        |
| Frances Gifford  | Margaret Higgins    |
| William Demarest | Happy               |
| Raymond Walburn  | Professor Pettigrew |
| James Gleason    | Secretaris          |
| Ward Bond        | Lee                 |
| Clarence Muse    | Whitey              |
| Percy Kilbride   | Pop Jones           |
| Harry Davenport  | Johnson             |